# Russification de la Biélorussie
 (mars 2024).
La mise en forme du texte ne suit pas les recommandations de Wikipédia : il faut le « wikifier ».
Les points d'amélioration suivants sont les cas les plus fréquents :
- Les titres sont pré-formatés par le logiciel. Ils ne sont ni en capitales, ni en gras.
- Le texte ne doit pas être écrit en capitales (les noms de famille non plus), ni en gras, ni en italique, ni en « petit »…
- Le gras n'est utilisé que pour surligner le titre de l'article dans l'introduction, une seule fois.
- L'italique est rarement utilisé : mots en langue étrangère, titres d'œuvres, noms de bateaux, etc.
- Les citations ne sont pas en italique mais en corps de texte normal. Elles sont entourées par des guillemets français : « et ».
- Les listes à puces sont à éviter, des paragraphes rédigés étant largement préférés. Les tableaux sont à réserver à la présentation de données structurées (résultats, etc.).
- Les appels de note de bas de page (petits chiffres en exposant, introduits par l'outil «  Source ») sont à placer entre la fin de phrase et le point final[comme ça].
- Les liens internes (vers d'autres articles de Wikipédia) sont à choisir avec parcimonie. Créez des liens vers des articles approfondissant le sujet. Les termes génériques sans rapport avec le sujet sont à éviter, ainsi que les répétitions de liens vers un même terme.
- Les liens externes sont à placer uniquement dans une section « Liens externes », à la fin de l'article. Ces liens sont à choisir avec parcimonie suivant les règles définies. Si un lien sert de source à l'article, son insertion dans le texte est à faire par les notes de bas de page.
- La présentation des références doit suivre les conventions bibliographiques. Il est recommandé d'utiliser les modèles {{Ouvrage}}, {{Chapitre}}, {{Article}}, {{Lien web}} et/ou {{Bibliographie}}. Le mode d'édition visuel peut mettre en forme automatiquement les références.
- Insérer une infobox (cadre d'informations à droite) n'est pas obligatoire pour parachever la mise en page.

Pour une aide détaillée, merci de consulter Aide:Wikification.
Si vous pensez que ces points ont été résolus, vous pouvez retirer ce bandeau et améliorer la mise en forme d'un autre article.
La russification de la Biélorussie (en biélorusse : Русіфікацыя Беларусі ou маскаліза́цыя) est un ensemble d'actions et de conditions visant à renforcer la supériorité politique nationale russe parmi les biélorusses par la transition ou la traduction de personnes de nationalité non russe vers la langue russe et la culture russe et leur assimilation ultérieure.

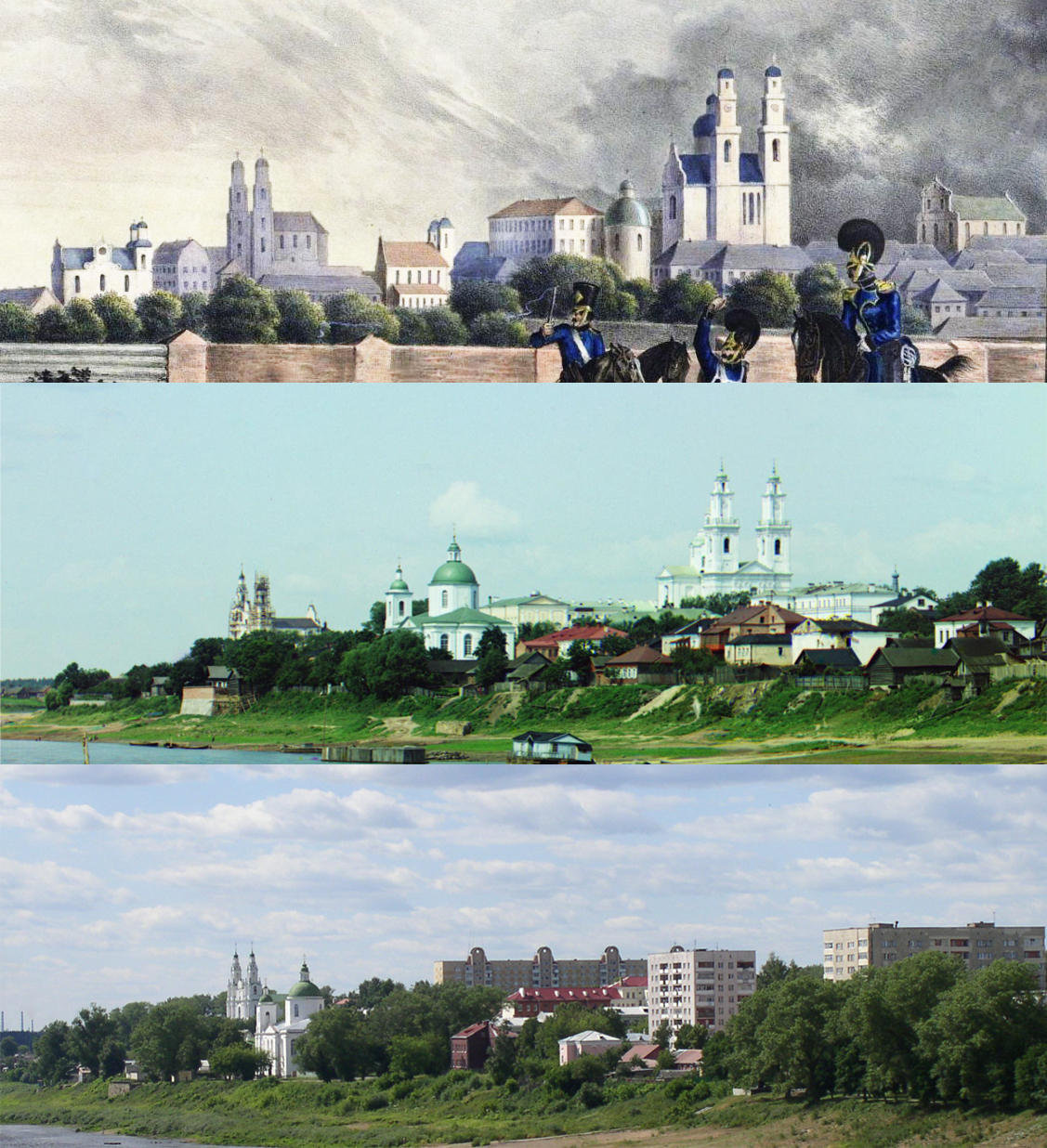
Polotsk, la plus ancienne ville du pays, en 1812, 1912 et 2006. Conséquences de la destruction des monuments architecturaux de la ville

La russification est une politique de longue date des régimes russes qui remonte à l’Empire russe, puis reprend sous l’Union soviétique, et se poursuit sous le régime du président pro-russe Alexandre Loukachenko.

## Chronologie
- 1772. Après la première partition de la Pologne, une partie des terres ethniques biélorusses est devenue une partie de l'empire russe[3],[4]. Catherine II signe le décret selon lequel tous les gouverneurs des territoires annexés étaient tenus de conclure leurs verdicts, décrets et ordonnances uniquement en langue russe. La asservissement de la population locale a également commencé : environ un demi-million de Biélorusses, auparavant libres, sont devenus la propriété de nobles russes[5].
- 1773. Catherine II a signé une autre ordonnance «sur la création de tribunaux locaux», qui stipulait une fois de plus l'utilisation obligatoire de la langue exclusivement russe dans les archives[5].
- 1787. Catherine II a décrété que les livres religieux ne pouvaient être imprimés dans l'Empire russe que par des maisons d'édition subordonnées au Synode de l'Église orthodoxe russe de l'Église orthodoxe russe. En conséquence, l'activité des imprimeries gréco-catholiques était également interdite[6].
- 1794. Le Insurrection de Kościuszko est réprimé par les troupes d'Alexandre Souvorov, en récompense il reçoit 25 000 serfs biélorusses[7].
- 1795. La Russie nie officiellement l’existence de la nation biélorusse et de la langue biélorusse indépendante. Les arrestations massives d'hommes politiques biélorusses locaux et leur remplacement par des hommes politiques russes ont commencé[8].
- 1825. Après l'arrivée au pouvoir de l'empereur Nicolas Ier, le Insurrection de Novembre de 1830-1831 est réprimé[9]).
- 1831. Formation d'un «Comité occidental» spécial, dont la tâche était «d'égaliser en tout le territoire occidental avec les provinces intérieures de la Grande Russie». Le Ministre de l'Intérieur de l'Empire russe, Piotr Valouïev, a préparé pour ledit Comité un «Essai spécial sur les moyens d'russification du territoire occidental» (russe. Очерк о средствах обрусения Западного края)[10].
- 1832. La liquidation massive des écoles gréco-catholiques et basiliennes, qui favorisaient la langue et la culture biélorusses, a été réalisée. Le contrôle de l'éducation par l'Église orthodoxe russe s'est renforcé[11],[12].
- 1840. Nicolas Ier a publié un décret selon lequel il était interdit d'utiliser les mots «Biélorussie» (Беларусь) et «Biélorusses» (беларусы) dans la documentation officielle. La Biélorussie a reçu le nom de «Territoire du Nord-Ouest» (russe. Северо-Западный край)[13].
- 1852. Avec la liquidation de l’Église gréco-catholique, la destruction massive de la littérature religieuse biélorusse a commencé. Ainsi, Joseph Semashko, fut personnellement témoin de l'incendie de 1 295 livres trouvés dans les églises biélorusses. Dans ses mémoires, il rapporte fièrement qu'au cours des trois années suivantes, deux mille volumes de livres en langue biélorusse ont été brûlés sur sa commande[14],[15].
- 1864. Mikhaïl Mouraviov-Vilenski (1796-1866), connu pour ses abus envers la population biélorusse, devient gouverneur général de la «Région du Nord-Ouest»[16]. Il a accordé une attention particulière à l'éducation, la devise de Mouraviov est devenue connue : «Ce que la baïonnette russe n'a pas fini, l'école et l'église russes le finiront»[17],[18],[12],[19].
- 1900. le ministère de l'Éducation de l'Empire russe a fixé la tâche suivante pour toutes les écoles du pays : «les enfants de différentes nationalités doivent recevoir une orientation purement russe et se préparer à une fusion complète avec la nation russe»[20].
- 1914. le peuple biélorusse n'était pas mentionné dans les résolutions du premier Congrès panrusse de l'éducation nationale, qui énumérait un grand nombre de peuples de l'Empire russe dont les enfants se voyaient offrir un enseignement dans les langues nationales. En général, pendant toute la durée de son règne en Biélorussie, les autorités de l'Empire russe n'ont pas autorisé l'ouverture d'une seule école biélorusse[21]
- 1929. fin de la politique biélorusse, début des répressions politiques[22],[23].
- 1930. En URSS, sous couvert de « lutte contre la religion », commence la destruction massive de monuments architecturaux uniques. Sur ordre du gouvernement soviétique, les anciens monastères de Vitebsk, Orsha et Polotsk ont été détruits[24],[25],[26].
- 1937. sur ordre des autorités soviétiques, tous les représentants de l'intelligentsia biélorusse d'alors furent abattus et leurs restes furent enterrés sur le territoire de Kourapaty[27]
- 1942. Ianka Koupala, un classique de la littérature biélorusse, a été tué par les services spéciaux soviétiques lors de son séjour à Moscou
- 1948. Olesya Furs, militante du mouvement de libération nationale, a été condamnée à 25 ans de prison pour avoir manifesté les armoiries biélorusses «Pahonie»[28]
- 1960. Après la Seconde Guerre mondiale, sous couvert de plans directeurs de restauration et de reconstruction des villes, la destruction des monuments architecturaux se poursuit. Les Biélorusses ont subi les plus grandes pertes en matière de patrimoine architectural dans les années 1960 et 1970[29].
- 1995. Après l'arrivée au pouvoir d'Alexandre Loukachenko, les symboles nationaux de la Biélorussie - le drapeau blanc-rouge-blanc et les armoiries historiques de Pahonie ont été remplacés par des symboles soviétiques modifiés , l'hymne a également été remplacé (la mélodie de l'hymne de la Biélorussie soviétique est utilisé avec un texte modifié). De plus, la langue russe a reçu le statut de deuxième langue officielle (le russe est utilisé dans tous les établissements d'enseignement et dans les médias), selon l'Unesco, la langue biélorusse est en danger d'extinction[30].